# D-beat
Il D-beat, noto anche come discore e come kängpunk in Svezia è un sottogenere dell'hardcore punk caratterizzato da un ritmo di batteria particolare, sviluppato nei primi anni ottanta da gruppi influenzati dai Discharge, da cui il genere prende nome. È probabile che i Discharge abbiano a loro volta ereditato il loro stile di batteria dai Motörhead. Il D-beat è fortemente legato al crust punk, che ne è un'evoluzione più complessa, con l'introduzione di un maggior numero di elementi derivati dal metal estremo.
La voce è spesso urlata e i testi trattano di pacifismo, anarchia e altri temi tipici dell'anarcho punk. Solitamente i Varukers sono considerati il primo gruppo D-beat, rapidamente seguiti dalla scena svedese, particolarmente fiorente grazie a Anti Cimex, Mob 47, Driller Killer, Wolfbrigade, No Security, Totalitär, Avskum, Skitsystem e Disfear. Altri gruppi D-beat sono i giapponesi Disclose, gli statunitensi Crucifix, From Ashes Rise, Tragedy e Final Conflict, i brasiliani Ratos de Porão e gli spagnoli MG15.

## Scena svedese
Secondo il critico Daniel Ekeroth la prima traccia D-beat svedese è Marquee dei Rude Kids del 1979, rapidamente seguiti da KSMB, Missbrukarna e soprattutto Anti Cimex. In particolare il secondo EP degli Anti Cimex Raped Ass è stato descritto come uno degli album hardcore più grezzi e violenti. Altri gruppi importanti nella scena furono Shitlickers, Moderat Likvidation, Asocial e Mob 47; questi ultimi fusero lo stile dei Discharge con l'hardcore statunitense. Molti di questi in seguito orienteranno il proprio sound verso il crust punk, mentre gruppi come Driller Killer, Totalitär, Skitsystem, Wolfbrigade e Disfear furono influenzati dal death metal.